# Hrabstwo Coosa

Piramida wieku hrabstwa

Hrabstwo Coosa – hrabstwo w stanie Alabama w USA. Populacja liczy 11 539 mieszkańców (stan według spisu z 2010 roku).
Powierzchnia hrabstwa to 1726 km². Gęstość zaludnienia wynosi 7 osób/km².

## Miejscowości
- Goodwater
- Rockford
- Kellyton

## CDP
- Hissop
- Mount Olive
- Ray
- Stewartville
- Weogufka